# Мікошлака
Мікошлака (рум. Micoșlaca) — село у повіті Алба в Румунії. Адміністративно підпорядковане місту Окна-Муреш.
Село розташоване на відстані 280 км на північний захід від Бухареста, 36 км на північний схід від Алба-Юлії, 47 км на південь від Клуж-Напоки.

## Населення
За даними перепису населення 2002 року у селі проживали 349 осіб.
Національний склад населення села:
| Національність | Кількість осіб | Відсоток |
| -------------- | -------------- | -------- |
| румуни         | 324            | 92,8%    |
| цигани         | 17             | 4,9%     |
| угорці         | 8              | 2,3%     |

Рідною мовою назвали:
| Мова      | Кількість осіб | Відсоток |
| --------- | -------------- | -------- |
| румунська | 325            | 93,1%    |
| циганська | 16             | 4,6%     |
| угорська  | 8              | 2,3%     |